# کتاب الی
کتاب ایلای (به انگلیسی: The Book Of Eli)، نام یک فیلم پسارستاخیزی به کارگردانی برادران هیوز محصول سال ۲۰۱۰ آمریکاست. از بازیگران این فیلم می‌توان به دنزل واشینگتن (که تهیه‌کننده فیلم نیز است) و گری اولدمن اشاره کرد. این فیلم به خاطر گفتارها و صحنه‌های خشن درجه سنی R گرفته‌است. شعار فیلم  همه می‌کشند تا آن را به‌دست آورند، او می‌کشد تا از آن حفاظت کند  است.
این فیلم در ۱۵ ژانویه ۲۰۱۰ اکران شد.
نام ایلای به نام یکی از داوران اسرائیل باستان اشاره دارد که در کتاب‌های سموئیل از او یاد شده‌است و املای درست این نام با حروف عربی و در زبان فارسی، ایلای است.

## داستان
۳۰ سال از پایان تمدن گذشته و تنها عدهٔ کمی از انسان‌ها روی زمین باقی‌مانده‌اند، و از میان آن‌ها هم تنها شمار اندکی بازمانده از دنیای قدیم هستند و باقی مردم از همان‌ها و در دنیای جدید به دنیا آمده‌اند، و مردم دنیای جدید همگی بی‌سوادند. در این میان کارنگی (گری اولدمن) نام شخصیت منفی اصلی فیلم است که بدنبال بدست آوردن آخرین نسخهٔ کتاب مقدس است تا بواسطه آن بر مردم دنیا سیطره یابد. کارنگی در دنیای قدیم هم زندگی کرده و می‌خواهد از بی‌اطلاعی مردم دنیای جدید سوءاستفاده کند و خود را رسولی از طرف خدا معرفی کند.
او عده‌ای از مردان قوی و مسلح را اجیر کرده تا افراد بی‌پناهی را که در بیابان‌ها سرگردانند بکشند یا اسیر خود کند. او کتابهایی که در اینجا و آنجا از دنیای قدیم باقی‌مانده را توسط افراد اجیرش جمع‌آوری می‌کند تا بلکه شاید یک نسخه از کتاب مقدس را بیابد، اما تلاشش به نتیجه‌ای تا کنون نرسیده. تا این که…
در سوی دیگر، ایلای (دنزل واشینگتن) که شخصیت اصلی و مثبت داستان است آخرین نسخهٔ بازمانده از کتاب مقدس را در کوله‌پشتی خود دارد و می‌خواهد آن را به «غرب» در آمریکا ببرد تا در آنجا از کتاب محافظت شود. او معتقد است که پس از پایان دنیای قدیم، ندایی معنوی او را فراخوانده و از او خواسته کتاب مقدس را حفظ کند و به غرب ببرد، و معتقد است که تحت حفاظت آن ندا قرار دارد.
ایلای از همان پایان دنیا یعنی ۳۰ سال قبل در حال حرکت به سمت غرب بوده‌است و از میان بیابان‌ها و شهرهای ویران گذر می‌کند بدون اینکه راه‌ها را تشخیص بدهد و بداند کجاست. او اعتقاد دارد نیرویی معنوی او را به مقصد یعنی غرب هدایت می‌کند و نیازی به استفاده از چشم بصری نیست. تا اینکه ایلای و کارنگی به یکدیگر می‌رسند.
کارنگی که از وجود کتاب مقدس نزد ایلای باخبر شده از او می‌خواهد کتاب را به او بدهد اما ایلای قبول نمی‌کند، در نتیجه نیروهای کارنگی به ایلای شلیک می‌کنند اما تیرها به نقاط آسیب‌پذیر او نمی‌خورد گویی که ازو محافظت می‌شود. ایلای در این درگیری پس از شلیک به پای کارنگی به راهش ادامه می‌دهد. دختری بنام سولارا نیز (میلا کونیس) همسفر او می‌گردد.
پس از مدتی کارنگی و نیروهایش با ماشین به جستجوی ایلای می‌روند و او را می‌یابند اما ایلای در برابر آن‌ها مقاومت می‌کند. کارنگی هم کوتاه نمی‌آید و از ترفندی استفاده می‌کند، و سولارا را تهدید به مرگ می‌کند تا از این طریق احساسات ایلای را برانگیزد در نتیجه ایلای تسلیم می‌شود و کتاب را به کارنگی می‌دهد، کارنگی هم همان کاری را می‌کند که ایلای با او کرد یعنی تیری به او شلیک کرده و می‌رود، ایلای هم نقش زمین می‌شود. اما ایلای مصدوم سفر خود را از سر گرفته و به سمت غرب می‌رود. از سوی دیگر در میانه راه سولارا باز به او می‌پیوندند و همراهش می‌شود.
در نهایت هر دو به «غرب» یعنی بقایای شهر سانفرانسیسکو می‌رسند و به پیرمردی دانا که در جزیره آلکاتراز از آثار دنیای قدیم نمونه برداری کرده‌است می‌رسد. پیرمرد می‌گوید نمونه همه چیزها را دارد و فقط کتاب مقدس را کم داشته، ایلای می‌گوید کتاب را همراه ندارد ولی آن را از حفظ است و می‌تواند آن را آیه به آیه بخواند تا پیرمرد بنویسد.
اما کارنگی هم پس از گشودن کتاب مقدس می‌فهمد که این کتاب به خط بریل نوشته شده و نمی‌تواند آن را بخواند، و اینجا مشخص می‌شود که ایلای در واقع تمام این مدت نابینا بوده‌است. کارنگی در اینجا رویاهای خود را خراب شده می‌بیند، و در آخر چون کارنگی تمام افرادش را در مسیر بدست آوردن کتاب از دست داده مورد هجوم مردم فقیر قرار می‌گیرد و اموالش غارت می‌شود و در همان آشوب‌ها محو می‌شود…
ایلای که از فرط زخم گلوله در حال ضعف جسمانی است موفق می‌شود دیکته کتاب مقدس را به‌اتمام برساند و سپس از دنیا می‌رود. پیرمرد کتاب را در قفسه‌ای می‌گذارد و سولارا هم پس از نشستن کنار قبر ایلای به سمت خورشید و ماجراهای جدید عازم می‌شود…
هرچند که محوریت فیلم بر کتاب مقدس و آموزه‌های آئین‌های بنی اسرائیلی بنانهاده شده‌است، اما در پایان کتاب مقدس در کنار کتاب مقدس مسلمانان قرآن درون قفسه‌ای قرارداده می‌شود تا رساننده این پیغام به مخاطب باشد که کتب آسمانی حیات بخشند نه عامل جنگ و کشتار.

## بازیگران
- دنزل واشینگتن در نقش ایلای. یک قهرمان تنها و شمشیرزن که باید از کتابی مهم نگهداری کند.
- میلا کونیس در نقش سولارا. دوستی که بعداً به ایلای می‌پیوندد.
- گری اولدمن در نقش کارنگی. حاکم مستبد و شخصیت منفی داستان.
- ری استیونسون در نقش یک قاتل که باید ایلای را بکشد.